# Jerzy Kaczkowski
Jerzy Kaczkowski (ur. 16 maja 1938 w Warszawie, zm. 14 lipca 1988 tamże) – polski sztangista, brązowy medalista mistrzostw świata.

## Kariera
Startował w wadze lekkociężkiej (do 82,5 kg). Największy sukces w karierze osiągnął w 1965 roku, kiedy zdobył brązowy medal na mistrzostwach świata w Teheranie. W zawodach tych wyprzedzili go jedynie inny Polak, Norbert Ozimek oraz Aleksandr Kidajew z ZSRR. Był to jego jedyny medal wywalczony na międzynarodowej imprezie tej rangi. W 1964 roku uczestniczył w igrzyskach olimpijskich w Tokio, gdzie zajął czwarte miejsce z wynikiem 457,5 kg (145 kg + 135 kg + 177,5 kg). Walkę o podium przegrał tam z Węgrem Győző Veresem o 10 kg.
Pięciokrotny mistrz oraz dziesięciokrotny rekordzista Polski w wadze lekkociężkiej i półciężkiej.
Po zakończeniu kariery w 1968 roku został trenerem w warszawskiej Legii, klubie, z którym był związany przez całą sportową karierę. Jego najwybitniejszym wychowankiem jest Jacek Gutowski.